# Ahmed Nihad
Ahmed Nihad (* 5. Juli 1883 in Istanbul; † 4. Juni 1954 in Beirut) war ein osmanischer Prinz. Er war ein Sohn von Şehzade Mehmed Selaheddin und Enkel von Sultan Murad V. Er war das 38. Oberhaupt der osmanischen Dynastie von 1944 bis zu seinem Tod 1954.

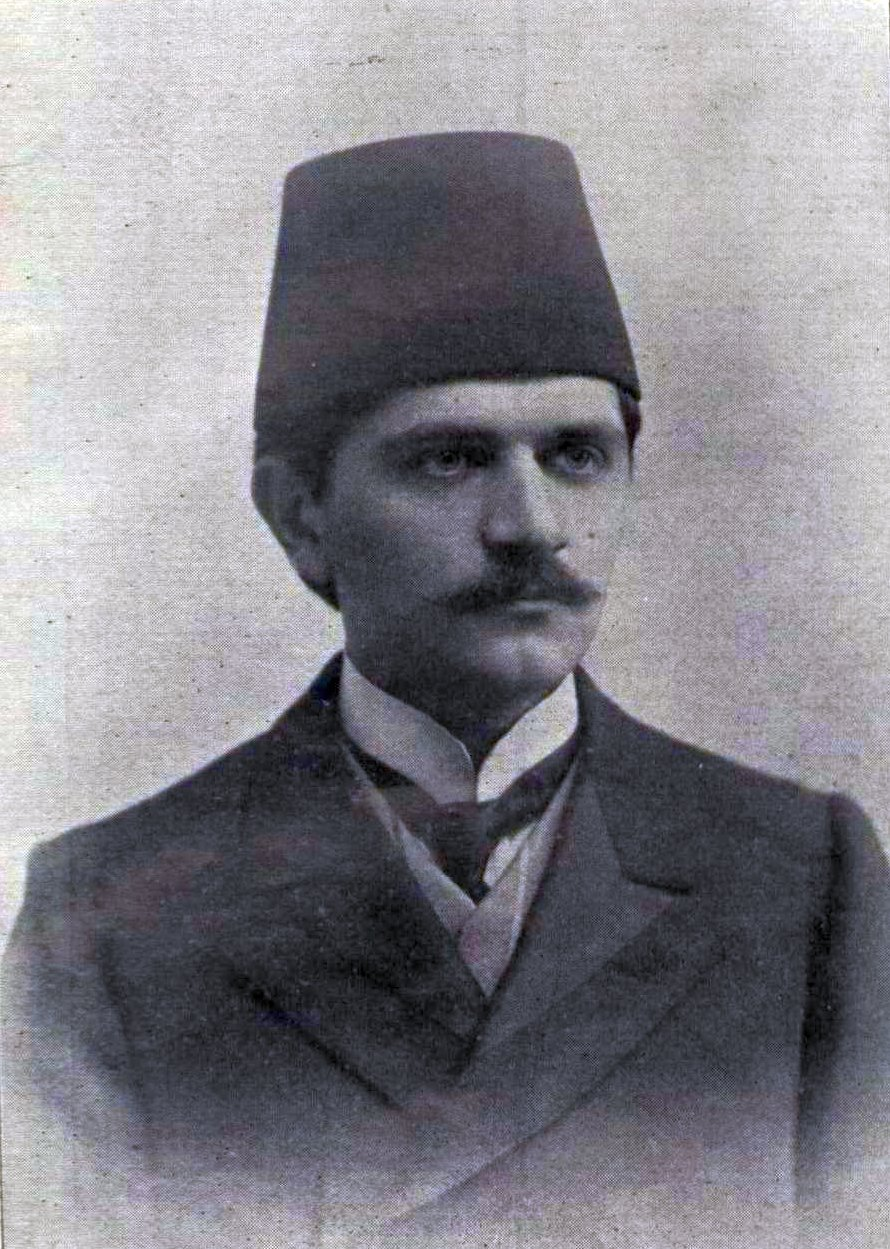

## Leben
Ahmed Nihad wurde am 5. Juli 1883 im Çırağan-Palast in Ortaköy geboren. Sein Vater war Şehzade Mehmed Selaheddin, seine Mutter Naziknaz Hanım.
Ahmed Nihad verbrachte seine gesamte Kindheit und einen Teil seines Erwachsenenalters eingeschränkt im Çırağan-Palast in Istanbul. Dies kulminierte 1904 mit dem Tod seines Großvaters Murad V. Zu dieser Zeit zog er mit seiner Familie in den Feneryolu-Palast in Üsküdar. Im März 1924 wurde er zusammen mit anderen Mitgliedern der Dynastie aus dem Land verbannt. Dies war auf die Gründung der Republik Türkei und die Abschaffung des Kalifats zurückzuführen. Er verbrachte mehrere Monate mit seiner Frau und seinem Sohn in Budapest und lebte dann zwölf Jahre in Nizza. 1937 zog Ahmed nach Beirut, Libanon, wo er für den Rest seines Lebens blieb. Am 23. August 1944, nach dem Tod seines Cousins, Prinz Abdülmecid II., wurde Nihad das erste Oberhaupt der osmanischen Familie, das nicht die Position eines Kalifen innehatte.
Ahmed Nihad starb am 4. Juni 1954 in Beirut an den Folgen eines Schlaganfalls, den er Jahre zuvor erlitten hatte. Er wurde in der Sultan-Selim-Moschee in Damaskus beigesetzt.